# Petar Musa
Petar Musa (nascido em 4 de março de 1998) é um futebolista profissional croata que atua como atacante no FC Dallas e na seleção croata.

## Carreira

### Início de carreira
Nascido em Zagreb, Musa começou a jogar futebol no clube juvenil Hrvatski Dragovoljac, antes de ingressar no NK Zagreb em 2007. Ele fez sua estreia pela equipe principal em 1 de março de 2016 na Prva HNL em uma derrota fora de casa por 3-0 para o Slaven Belupo. Musa acabou fazendo seis aparições por sua equipe, pois foram rebaixados para a 2. HNL.

### Slavia Praga
Musa foi contratado pelo Slavia Praga em 2017, mas foi imediatamente emprestado a Viktoria Žižkov na Liga Nacional Tcheca de Futebol. Ele marcou 12 gols em 37 jogos emprestados, mas durante a janela de transferências de inverno, ele foi emprestado ao Slovan Liberec em fevereiro de 2019, fazendo sua estreia na Primeira Liga Tcheca em 16 de fevereiro em uma derrota por 2 a 1 contra o Baník Ostrava.
Durante o primeiro semestre de 2019-20, Musa começou a exibir uma impressionante forma de gol, marcando sete gols para sua equipe, incluindo dois contra o Mladá Boleslav em 27 de outubro, o que levou o Slavia Praga a devolvê-lo de seu empréstimo e integrá-lo à primeira equipe do clube. Na temporada da liga, Musa marcou o gol do Slavia no empate por 1 a 1 com o rival Sparta Praga no derby de Praga, o gol da vitória por 1 a 0 fora de casa sobre o 1. FK Příbram, marcou dois gols na vitória por 4 a 0 em casa sobre FK Jablonec. Ele terminou a temporada como artilheiro da liga ao lado de Libor Kozák, com 14 gols. Ao fazer isso, ele se tornou o jogador mais jovem de todos os tempos (com 22 anos e 122 dias) a conseguir esse feito.
Apesar de ser observado por várias equipes europeias estabelecidas, Musa decidiu ficar em Praga por mais uma temporada para continuar seu desenvolvimento. No entanto, ele caiu em uma seca de gols e foi emprestado pelo restante da temporada ao time alemão da Bundesliga 1. FC Union Berlin em 1 de fevereiro de 2021, no último dia da janela de transferências de inverno de 2020-21. A taxa de empréstimo paga ao Slavia Praga foi relatada como 200 000€ pela revista de esportes Kicker. Em 17 de abril, ele marcou seu primeiro gol na Bundesliga em uma vitória por 2 a 1 em casa sobre o VfB Stuttgart, mas não acrescentou mais gols em 14 jogos pelo resto da temporada. Em vez de retornar ao Slavia Praga, Musa foi emprestado por uma temporada ao Boavista, time da Primeira Liga portuguesa, em 25 de agosto de 2021, com opção de compra. Ele impressionou durante sua passagem pelos Axadrezados, marcando 12 gols e dando quatro assistências, ajudando seu time a terminar em 12º lugar, já que o Boavista acionou a cláusula de rescisão de Musa de 3,5 milhões de euros.

### Sport Lisboa e Benfica
No dia 20 de maio de 2022, Musa assinou um contrato de cinco anos com o Benfica da mesma liga, por uma verba de 5 milhões de euros, mais metade dos direitos económicos de Ricardo Mangas e Ilija Vukotic sendo enviado para o Boavista em troca parcial por 500 mil euros de metade de seus direitos econômicos elevando o custo líquido da transação para 4,5 milhões de euros.

## Seleção Croata

### Sub-18 e sub-21
Musa começou sua carreira internacional com nível sub-18 em 2015, para um total de 3 internacionalizações. Em 14 de novembro de 2019, Musa conquistou sua primeira internacionalização pelo time sub-21 em uma vitória por 3 a 1 na Lituânia para a campanha de qualificação para o Campeonato Europeu de 2021. Em março de 2021, Musa participou do Campeonato da Europa Sub-21 de 2021, ajudando a Croácia a terminar nas quartas de final, depois de perder por 2 a 1 para a Espanha na prorrogação.

### Principal
Ele foi convocado para o time principal pelo técnico Zlatko Dalić em 16 de maio de 2022, para os jogos da Liga das Nações da UEFA de 2022–23 contra Áustria, França e Dinamarca.

## Títulos
Slavia Prague
- Primeira Liga Tcheca: 2019–20, 2020–21
- Taça Tcheca: 2020–21

Benfica
- Primeira Liga: 2022–23
- Supertaça Cândido de Oliveira: 2023

Individual
- Artilheiro da Primeira Liga Tcheca: 2019–20